# Dark Passion
Dark Passion er det andet studiealbum fra den danske pop/rock sangerinde Hanne Boel. Albummet udkom i 1990 på Medley Records. Dark Passion indbragte Hanne Boel fire priser ved Dansk Grammy 1991; for Årets danske album, Årets danske sangerinde, Årets danske hit ("(I Wanna) Make Love To You") og Årets danske musikvideo ("Light in Your Heart"), ligesom Poul Bruun blev Årets danske producer. Albummet har solgt over 500.000 eksemplarer på verdensplan, heraf 340.000 eksemplarer i Danmark. Desuden var Dark Passion det mest solgte album i 1990 i Danmark med 250.000 eksemplarer.

## Spor
| #  | Titel                        | Sangskriver(e)                   | Producer(e)                               | Længde |
| -- | ---------------------------- | -------------------------------- | ----------------------------------------- | ------ |
| 1. | "Games"                      | Vince Melamed, Andrea Farber     | Poul Bruun, Óli Poulsen[a], Hanne Boel[a] | 2:56   |
| 2. | "(I Wanna) Make Love to You" | Jerry L. Williams                | Bruun, Poulsen[a], Boel[a]                | 3:31   |
| 3. | "Light in Your Heart"        | Martin Page, Bernie Taupin       | Bruun, Poulsen[a], Boel[a]                | 3:09   |
| 4. | "How Do You Stop"            | Dan Hartman, Charlie Midnight    | Bruun, Poulsen[a], Boel[a]                | 3:04   |
| 5. | "If You Want My Body"        | Tony Joe White                   | Bruun, Poulsen[a], Boel[a]                | 3:30   |
| 6. | "Keep the Clock Running"     | Thomas Helmig                    | Helmig                                    | 3:55   |
| 7. | "Warm and Tender Love"       | Bobby Robinson, Ida Irral Berger | Bruun, Poulsen[a], Boel[a]                | 3:26   |
| 8. | "Strange World"              | Hanne Boel                       | Bruun, Poulsen[a], Boel[a]                | 3:36   |
| 9. | "Cry for You"                | Boel                             | Bruun, Poulsen[a], Boel[a]                | 3:49   |

- ↑[a] angiver co-producer